# John Ritter

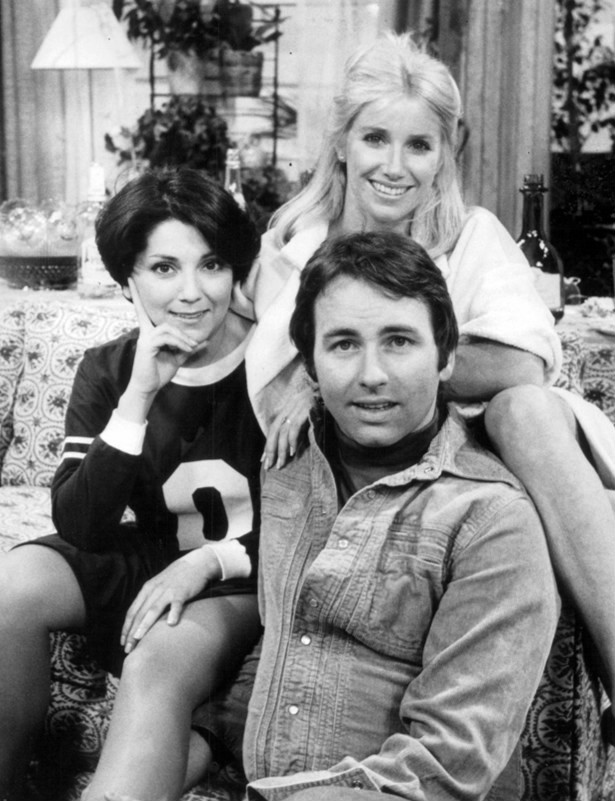
John Ritter med Joyce DeWitt och Suzanne Somers i Three's Company, premiäråret 1977.

Jonathan Southworth "John" Ritter, född 17 september 1948 i Burbank, Kalifornien, död 11 september 2003 i Burbank, Kalifornien, var en amerikansk skådespelare och komiker. Han var son till countrysångaren och skådespelaren Tex Ritter, och far till skådespelaren Jason Ritter.
Ritter var bland annat känd för sina roller som Jack Tripper i Three's Company (1977–1984), Ben Hanscom i Det (1990) och som Paul Hennessy i 8 Simple Rules (2002–2003).

## Död och eftermäle
Den 11 september 2003, under inspelningen av ett avsnitt ur andra säsongen av TV-serien 8 Simple Rules, blev Ritter allvarligt sjuk och fördes till ett närliggande sjukhus. Han dog av en aortadissektion endast några timmar senare. De tre avsnitt av säsongen som redan spelats in sändes som en hyllning till Ritter. I det sjätte avsnittet skrevs rollfigurens död in i serien där han hade kollapsat i en matbutik och senare avlidit. Resten av säsongen handlar till stor del om hur familjen handskas med faderns död. 

## Filmografi i urval
- 1972–1976 – Familjen Walton (TV-serie) (18 avsnitt)
- 1973 – M*A*S*H (gästroll i TV-serie, avsnittet "Deal Me Out")
- 1977–1983 – Kärlek ombord (TV-serie) (tre avsnitt)
- 1977–1984 – Three's Company (TV-serie) (172 avsnitt)
- 1978 – Breakfast in Bed
- 1981 – … och så levde dom lyckliga…
- 1986 – Jul i Smokey Mountain (TV-film, ej krediterad)
- 1987 – En riktig karl
- 1989 – Min brors fru
- 1989 – Lösa förbindelser
- 1990 – Det (TV-serie)
- 1992 – Lagens fiskar (TV-serie) (röst, sex avsnitt)
- 1992 – Kaos i kulissen
- 1994 – Snacka om rackartyg
- 1996 – Sling Blade
- 1998 – Buffy och vampyrerna (gästroll i TV-serie, avsnittet "Ted")
- 1998 – Ally McBeal (gästroll i TV-serie, två avsnitt)
- 1999 – Lethal Vows (TV-film)
- 2000–2002 – Felicity (TV-serie) (ej krediterad gästroll i TV-serie, sju avsnitt)
- 2000–2003 – Clifford the Big Red Dog (TV-serie) (64 avsnitt)
- 2002 – Scrubs (gästroll i TV-serie, två avsnitt)
- 2002 – Law & Order: Special Victims Unit (gästroll i TV-serie, avsnittet "Monogamy")
- 2002–2003 – 8 Simple Rules (TV-serie) (31 avsnitt)
- 2003 – Bad Santa
- 2004 – Cliffords riktigt stora film (röst)